# Karl Schmidlin
Karl Schmidlin (* 1. Mai 1805 in Schöntal; † 22. Juni 1847 in Wangen, Oberamt Göppingen) war ein schwäbischer Pfarrer und Dichter.

## Abstammung
Karl Schmidlin entstammte einer altwürttembergischen Familie der sogenannten Ehrbarkeit. Er war der Sohn des württembergischen Innenministers Christoph Friedrich von Schmidlin und von dessen Ehefrau Karoline Auguste Enßlin (* 1780; † 1832). Karls älterer Bruder Eduard von Schmidlin war später württembergischer Kultminister. Außerdem hatte Karl noch fünf jüngere Brüder und zwei Schwestern. Mit seinen Geschwistern hielt Schmidlin zeitlebens engen brieflichen und persönlichen Kontakt.

## Leben
Karl Schmidlin besuchte seit 1818 das Gymnasium in Stuttgart und studierte vom Herbst 1823 bis zum September 1827 evangelische Theologie an der Universität Tübingen. Dort gehörte er nicht wie üblich dem Evangelischen Stift an, sondern blieb freier Student. Während seines Studiums war er insbesondere von den Vorlesungen Ferdinand Christian Baurs fasziniert. Mit Hingabe beteiligte er sich als Mitglied der Burschenschaft Germania Tübingen (seit 1823) aber auch am burschenschaftlichen Leben und den damit verbundenen Geselligkeiten und Vergnügungen, bis es 1825 zu einem Verbot studentischer Verbindungen kam. Nach dem Examen trat Schmidlin sein erstes Vikariat als Pfarrgehilfe in Uhlbach an. Dort reifte in ihm neben der Entstehung seiner ersten poetischen Werke der Wunsch, nicht Pfarrer, sondern Erzieher zu werden. Von Februar 1829 bis November 1830 versah er im Haus des Bankiers de Molin in Lausanne die Tätigkeit eines Hauslehrers für die drei Söhne dieser Familie. Aus dieser Zeit stammt ein sehr umfangreicher Briefwechsel mit seinem Elternhaus in Stuttgart. Ab dem Frühjahr 1831 trat er die Stelle eines Lehrers an der neu errichteten Erziehungs- und Unterrichtsanstalt für behinderte Kinder in Stetten im Remstal an. Dort blieb er bis zum Ende des Jahres 1834. Von Januar 1834 bis Oktober 1835 unterrichtete Schmidlin die Söhne von Marie Weishaar in Köngen, der Witwe des Politikers Jakob Friedrich von Weishaar. An diese Stelle gelangte Schmidlin durch die Vermittlung seines Freundes Friedrich Notter, des Bruders von Marie Weishaar. Nach dieser fast sieben Jahre dauernden Phase als Erzieher wollte Schmidlin nun doch Pfarrer werden und ging nach kurzer Tätigkeit an der Hofkapelle in Stuttgart als Pfarrverweser nach Unterensingen. Im September 1837 wurde er Pfarrgehilfe und sodann Pfarrverweser in Hedelfingen. Die Zeit als Vikar endete erst im Sommer 1838. Nun trat er seine erste eigene Pfarrei in Wangen bei Göppingen an, wo er bis zu seinem frühen Tod im Sommer 1847 neun Jahre „als schmalbesoldeter Dorfpfarrer“ lebte.

## Dichterisches Werk
Vor den Mühsalen seines verfrüht endenden Lebens in materiell ärmlichen Verhältnissen entfaltete sich bei Karl Schmidlin eine vielgestaltige schöpferische Poesie. Darin war er in mancherlei Hinsicht wesensverwandt mit seinem Landsmann Eduard Mörike. Schmidlin bewegte sich in der gedanklichen und literarischen Welt jener Kreise, die nach dem Zeitalter der Klassik und Romantik eine Mischung aus idealistischem Bildungsbürgertum und schwäbischem Biedermeier kultivierten. Deshalb bediente Schmidlin sich nicht hochtrabender Gesten, sondern mit einfühlender Behutsamkeit aus dem Schatz seiner alltäglichen Erfahrungen und menschlichen Begegnungen. Diese inspirierten ihn zur Niederschrift seiner Gedichte und Texte. Zu seinen Lebzeiten gelangten diese Werke jedoch nicht zur Veröffentlichung. Eine Ausnahme ist das 1844 verfasste Gedicht Der arme Weber. Ein Hülferuf, in dem Schmidlin 1844 das Elend der Weberfamilien schilderte. Es wurde in Flugschriften verbreitet und in das Lesebuch für Volksschulen des Königreichs Württemberg aufgenommen.
Erst nach seinem frühen Tod stellten seine Freunde, darunter insbesondere sein Schwager, der Beinsteiner Pfarrer Karl Wolff (* 1803; † 1869), das Buch Gedichte und Bilder aus dem Leben zusammen. Das Buch erschien in einer ersten Auflagen 1851 und in einer zweiten erweiterten Auflage 1853 in der J. B. Metzler’schen Buchhandlung. Die erste Auflage kam nicht in den regulären Buchhandel und ist heute kaum mehr greifbar. Das Schiller-Nationalmuseum besitzt eines der seltenen Exemplare der ersten Auflage.

## Familie
Karl Schmidlin war seit 1840 mit Julie Pauline geborene von Küster (* 1803; † 1873) verheiratet, welche die Tochter des königlich-preußischen Diplomaten und Wirklichen Geheimen Rats Johann Emanuel von Küster (* 1764; † 1833) aus Berlin war. Julie von Küster war eine Freundin von Marie Weishaar, bei der ihr späterer Mann 1835 als Hauslehrer unterrichtete. Schmidlins Frau besaß ein außergewöhnliches Talent als Malerin und hinterließ eine Reihe eindrucksvoller Zeugnisse ihres Aufenthalts in Italien sowie vom biedermeierlichen Leben der Pfarrersfamilie im schwäbischen Dorfpfarrhaus in Wangen. Aus der Ehe Karl und Julie Schmidlin gingen vier Kinder hervor, darunter der postum geborene spätere württembergische Justizminister Friedrich von Schmidlin.